# Gargüera
Gargüera – gmina w Hiszpanii, w prowincji Cáceres, w Estramadurze, o powierzchni 51,6 km². W 2011 roku gmina liczyła 119 mieszkańców.